# Itaguaru
Itaguaru är en kommun i Brasilien.   Den ligger i delstaten Goiás, i den centrala delen av landet, 180 km väster om huvudstaden Brasília. Antalet invånare är 5 429.
Omgivningarna runt Itaguaru är huvudsakligen savann. Runt Itaguaru är det glesbefolkat, med 18 invånare per kvadratkilometer.